# Lithospermum virginianum
Lithospermum virginianum är en strävbladig växtart som beskrevs av Carl von Linné. Lithospermum virginianum ingår i släktet stenfrön, och familjen strävbladiga växter. Inga underarter finns listade i Catalogue of Life.

## Bildgalleri

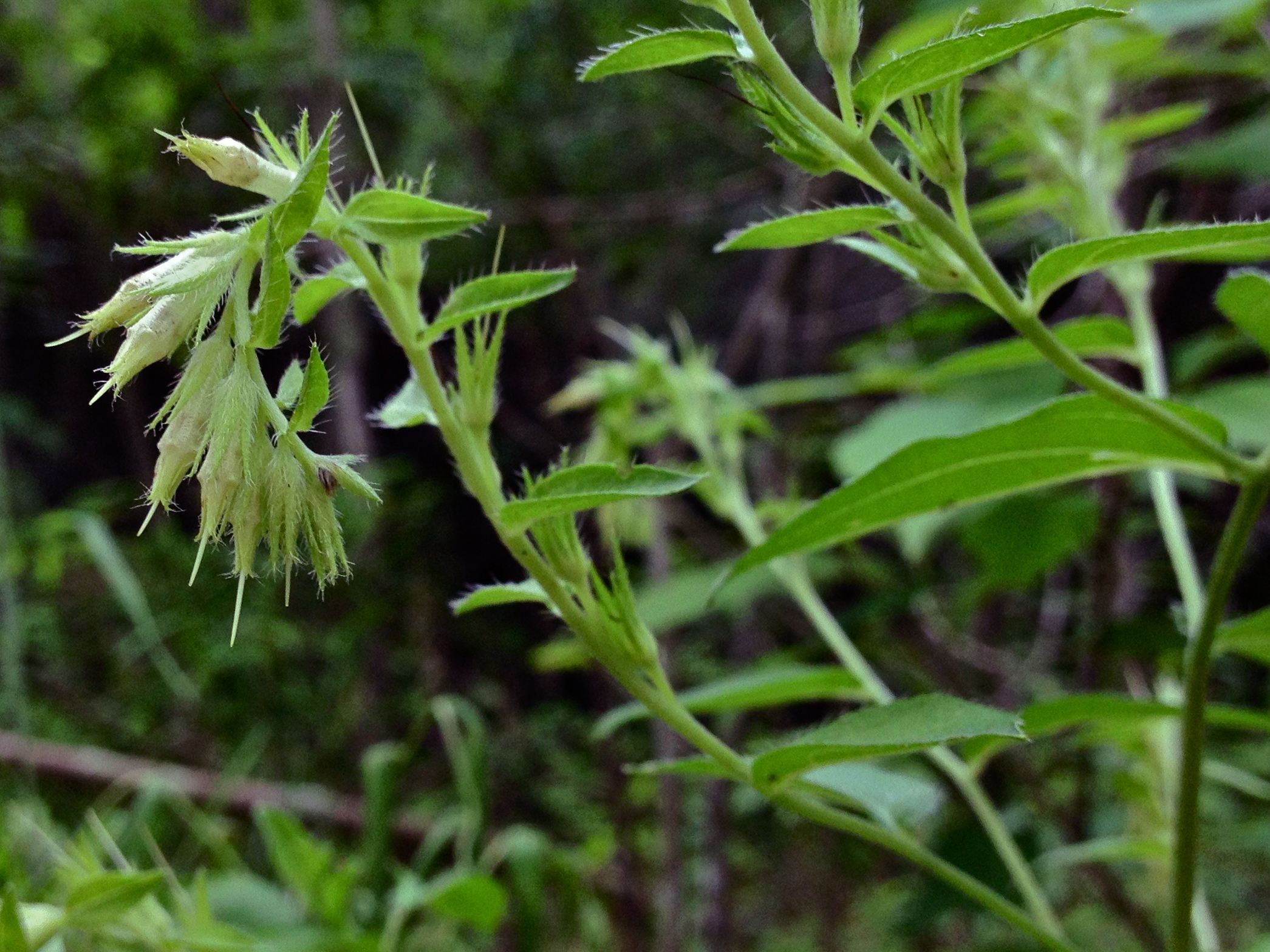